# Älska mej
För andra betydelser, se Älska mej (olika betydelser).
Älska mej är en svensk långfilm som hade premiär den 28 februari 1986 i regi av Kay Pollak.

## Handling
Sussie är femton år, uppvuxen med sin alkoholiserade mor och i avsaknad av en fadersfigur som hon endast har ett tummat fotografi av. På grund av sin uppväxt har hon bott i flera fosterhem och samhället ger henne nu en sista chans hos familjen Lindgren i ett stort hus vid havet. Sussies ankomst till familjen vänder upp och ner på det stelnade familjelivet. Hon upplever en kort kärlekshistoria med den tafatte sonen Tomas, utmanar erotiskt fadern Gunnar och driver mamma Martha att ta steget till självförverkligande. Mot lillasyster Anna uppträder Sussie beskyddande och omtänksamt. Efter en stormig tid drivs det hela till sin spets där familjen en natt tvingas ta itu med nedtryckta konflikter.

## Om filmen
Filmen blev en av de dyraste som producerats av Svenska Filminstitutet i förhållande till vad som budgeterats. Ursprungligen hade filmen kostnadsberäknats till knappt 10 miljoner kronor men slutsumman hamnade på knappt 16 miljoner. Filmens premiär ägde rum samma kväll som dåvarande statsminister Olof Palme mördades och kom därför i skymundan. Under filmens distributionstid sågs den av cirka 80 000 personer. Uppslitande upphovsrättstvister kring manus bidrog också till att fokus flyttades från själva filmen till de problem som uppstod i samband med produktionen. Regissören Kay Pollak gjorde inte någon mer film innan sin återkomst 2004 med Så som i himmelen.

## Rollista
- Susanne "Sussie" Larsson - Anna Lindén
- Tomas Lindgren - Tomas Fryk
- Martha Lindgren - Lena Granhagen
- Gunnar Lindgren - Tomas Laustiola
- Ann - Jenny Kai-Larsen
- Socialinspektören - Ernst Günther
- Birger ("Oxen") - Örjan Ramberg
- Kattmannen - Stig Torstensson
- Larsson (Mannen på stranden) - Hans Strååt
- Sussies mamma - Elisabeth Palo
- Skolstäderskan - Milunka Milic

## Musik i filmen (ett urval)

### Allan Pettersson
- Symfoni nr 6 (1966)
- Symfoni nr 7 (1966)
- Symfoni nr 8 (1969)